# Мухино (Смоленская область)
Му́хино   — деревня  в  Смоленской области России,  в Ельнинском районе. По состоянию на 2007 год постоянного населения не имеет. Расположена в юго-восточной части области  в 12  км к северо-востоку от города Ельня, в 7 км восточнее автодороги Р137 Сафоново — Рославль. Входит в состав Бобровичского сельского поселения. К востоку от деревни расположена деревня Бобровичи.